# Collier Row
Collier Row est une zone anglaise située à l'est de Londres, dans le borough londonien de Havering.